# Edward Omane Boamah

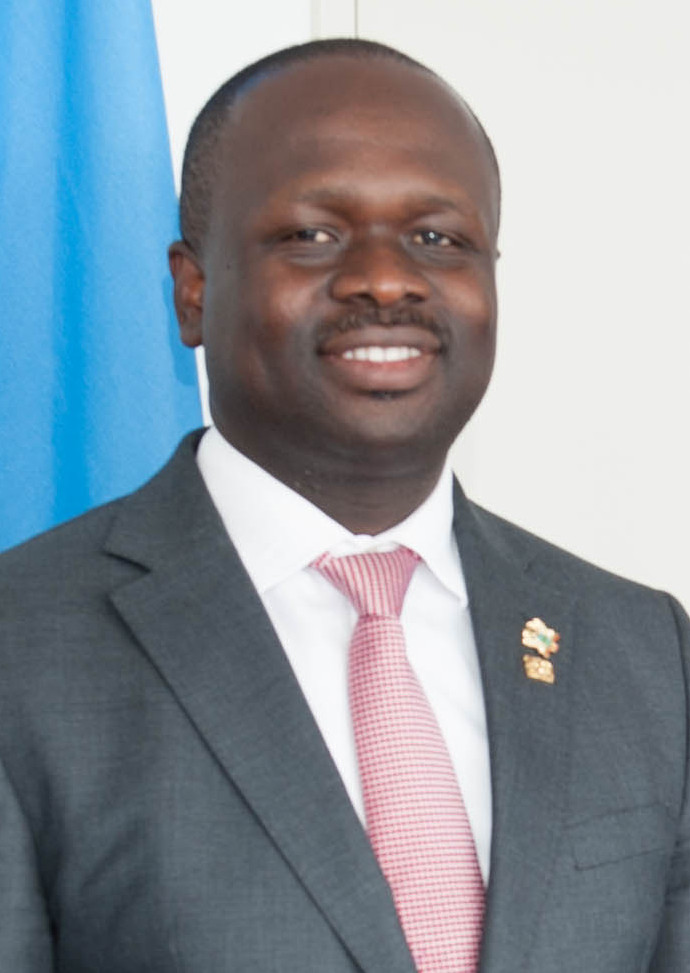
Edward Kofi Omane Boamah (2015)

Edward Kofi Omane Boamah (* 1974; † 6. August 2025 in der Ashanti Region) war ein ghanaischer Politiker und Arzt. Er war unter anderem ab Februar 2013 Kommunikationsminister und ab Januar 2025 Verteidigungsminister Ghanas.

## Leben und Karriere
Boamah schloss ein Medizinstudium an der medizinischen Fakultät der University of Ghana ab. Zudem erreichte er einen Master-Abschluss in Gesundheitspolitikplanung und -finanzierung von der London School of Economics und der London School of Hygiene and Tropical Medicine.
Boamah war Mitglied des National Democratic Congress. Von 2009 bis 2012 war er stellvertretender Minister für Umwelt, Wissenschaft und Technologie (Deputy Minister of Environment, Science, and Technology). Anschließend war er von 2012 bis 2013 stellvertretender Minister für Jugend und Sport (Deputy Minister for Youth and Sports) in der Regierung von Präsident John Atta Mills.
Nach den Parlamentswahlen im Dezember 2012 ernannte ihn Präsident John Dramani Mahama im Februar 2013 zum Kommunikationsminister (Minister of Communication). Am 21. Januar 2025 nominierte Präsident Mahama ihn als Nachfolger von Dominic Nitiwul zum Verteidigungsminister.
Boamah kam am 6. August 2025 bei einem Hubschrauberabsturz ums Leben. Der Harbin Z-9-Hubschrauber der ghanaischen Luftwaffe befand sich auf dem Weg von der Hauptstadt Accra nach Obuasi. Er stürzte bei schlechten Wetterbedingungen in der Ashanti-Region ab. Dabei starben sieben weitere Personen, darunter der amtierende Minister für Umwelt, Wissenschaft und Technologie Ibrahim Murtala Muhammed.